# هنري أرنولد (أسقف)
هينري ارنولد هو اسقف جانسنتيك ولد في باريس في 30 اكتوبر 1597 ومات في انجاس في 08 حوان 1692

## سيرة شخصية
هنري أرنولد هو الابن الثاني لأنطوان أرنولد المحامي وكاترين ماريون. ولذلك فهو شقيق روبرت أرنولد دانديلي ، من أنطوان، المعروف باسم جراند أرنولد ، والامهات أنييس وأنجيليك ، رئيسات دير بورت رويال. وهو أخيرا عم سيمون أرنولد دي بومبون ، وزير لويس الرابع عشر .

## روابط خارجية
10px